# Centro das Artes - Casa das Mudas
O Centro das Artes - Casa das Mudas, edifício premiado internacionalmente pela sua arquitectura e perfeita integração na paisagem, está localizado no concelho da Calheta, na zona oeste da Região Autónoma da Madeira, a pouco mais de 30 minutos de distância da cidade do Funchal. Nele está sediado o MUDAS. Museu de Arte Contemporânea da Madeira, anteriormente localizado na Fortaleza de São Tiago com a designação de Museu de Arte Contemporânea do Funchal.
O Centro das Artes - Casa das Mudas, da autoria do arquitecto Paulo David, nomeado para a edição de 2005 do prémio europeu de arquitectura contemporânea Mies van der Rohe, conta com uma área coberta de construção de 12.000 m², tendo sido construído como expansão da já existente Casa da Cultura da Calheta, onde funciona actualmente o espaço Galeria.
Com um núcleo de construção completamente novo e autónomo, o novo Centro inclui área para exposições, auditório, biblioteca, loja, cafetaria, restaurante e uma ampla zona de animação cultural para ateliês e oficinas artísticas e um parque de estacionamento subterrâneo com capacidade para 92 lugares.
O edifício foi concebido de modo a criar um ambiente sóbrio e aprazível, proporcionando perspectivas de visão a partir do interior, sobre o mar e as encostas circundantes.
Na sua construção foram adoptadas soluções técnicas que permitissem garantir a funcionalidade dos espaços criados e o melhor enquadramento possível do edifício no espaço envolvente.